# Madrassa Bou Inania de Fes
La madrassa Bou Inania (àrab: المدرسة البوعنانية, al-madrasa al-Būʿināniyya) és una madrassa edificada a Fes, al Marroc, entre 1350 i 1355 per al soldà Abu-Inan Faris (r. 1348-1358), sota la dinastia dels marínides. És l'única madrassa de la ciutat que té un minaret, i confrontava també botigues per permetre el seu finançament, així com vastes latrines, que testimonien el seu caràcter públic. En efecte, la madrassa funcionava com a escola i com a mesquita del divendres. Ara és un reclam turístic i és un dels pocs edificis religiosos islàmics marroquins oberts als no musulmans.

## Arquitectura

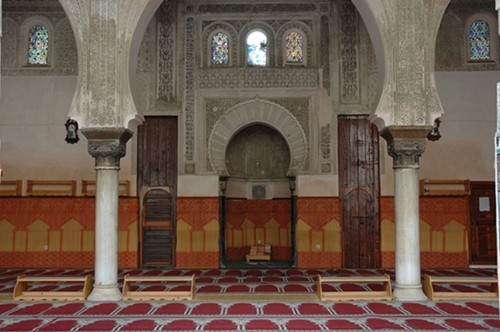
La sala d'oracions

La madrassa estava situada a la ciutat, en un barri que feia d'unió entre la vella ciutat i les noves construccions marínides. El plànol general n'és irregular, a conseqüència de l'emplaçament, però s'hi respecta una certa simetria. L'entrada principal porta a un gran pati central, sobre el qual s'obren dues sales més petites aixoplugades per cúpules de fusta.
Al fons del pati, hi ha una sala d'oració composta de dues naus paral·leles a la qibla. Implica un únic mihrab, que surt del mur, i quatre columnes d'ònix. Aquesta sala és coberta per dues voltes de fusta.
Al voltant d'aquest complex principal, es despleguen les cel·les dels estudiants, accessibles a partir del vestíbul d'entrada pels passadissos estrets.
Com en tota construcció marínida, la decoració és particularment rica i fina. Tres materials hi són utilitzats majoritàriament: l'estuc, treballat en muqaranas, que adorna els arcs i els nínxols, la fusta esculpida amb motius complexos d'estrelles, o formant una imposant cornisa, i el mosaic en els revestiments.
La façana de la madrassa ha conservat un exemplar excepcional i molt complex de rellotge d'aigua, un sistema que permetia sobretot conèixer amb precisió les hores de pregària. Va ser construïda per Abu-Saïd (r. 1310-1331) i restaurada per Abu-Inan Faris.